# Pietà (Peterzano)
La Pietà conosciuta anche come la Deposizione è il soggetto di un dipinto a olio su tela realizzato, tra il 1584 ed il 1588, dal pittore italiano Simone Peterzano e conservato presso la chiesa di San Fedele di Milano.

## Storia
Simone Peterzano, originario da una famiglia bergamasca, - il padre era orafo -  trasferitasi a Venezia dove la presenza di artisti come Paolo Veronese e il Tintoretto, riempivano la scena e la committenza cittadina, dopo aver seguito gli studi nella bottega di Tiziano.
Trovandosi quindi in un ambiente con poche possibilità di sviluppo lavorativo, si trasferì a Milano dove ancora l'influenza leonardesca, e le restrizioni conseguenti al Concilio di Trento con la presenza del cardinale Carlo Borromeo avevano da tempo fermato lo sviluppo artistico e l'arrivo del rinascimento veneziano.  Portò una novità nell'ambiente milanese che gli conferì non poche commissioni, in particolare la controfacciata della chiesa di San Maurizio al Monastero Maggiore, sapeva il Peterzano cogliere dai maestri l'ispirazione per le sue opere sempre a carattere manieristico.
Il dipinto della Pietà fu commissionato al Peterzano dal Capitolo della chiesa di Santa Maria della Scala per essere collocato nella cappella della Veronica, personaggio che l'artista raffigura in alto a destro del dipinto. Dopo la distruzione della chiesa nel 1776 l'opera fu collocata nella prima cappella a sinistra della chiesa di San Fedele.

## Descrizione
Il dipinto, a soggetto narrativo, tardo manierista racconta l'atto di deposizione nel sepolcro del corpo morto di Cristo. I personaggi della tela sono quelli canonici raccontati dai Vangeli, disposti a esedra.
Il corpo abbandonato del Cristo è sorretto nelle spalle da Nicodemo sulla parte sinistra della tela, mentre tre donne sono poste sul lato destro, fra cui Maria e Maria Maddalena e Maria di Cleofa ma oltre loro vi sono altre figure che si intravedono nel buio della scena, come san Giuseppe d'Arimatea e san Giovanni evangelissta nonché figure femminili, come la Veronica che espone il telo che ha impresso il volto del Nazareno, in una scena dall'alta tensione emotiva, con una gestualità drammatica ma non esasperata.
Visibile nella tela l'esperienza veneziana del pittore, lo schema riporta alla Deposizione di Francesco Salviati realizzata per la chiesa del Corpus Domini a Venezia.
Il Peterzano fu maestro di molti giovani artisti da Ambrogio Figino, Giovanni Paolo Lomazzo, Enea Salmeggia e del giovane Michelangelo Merisi, molte sono quindi le affinità tra le sue opere e quelle dei suoi allievi. In particolare serve comprendere quali siano le parti che il Caravaggio abbia poi ricordato durante la realizzazione della sua Deposizione.

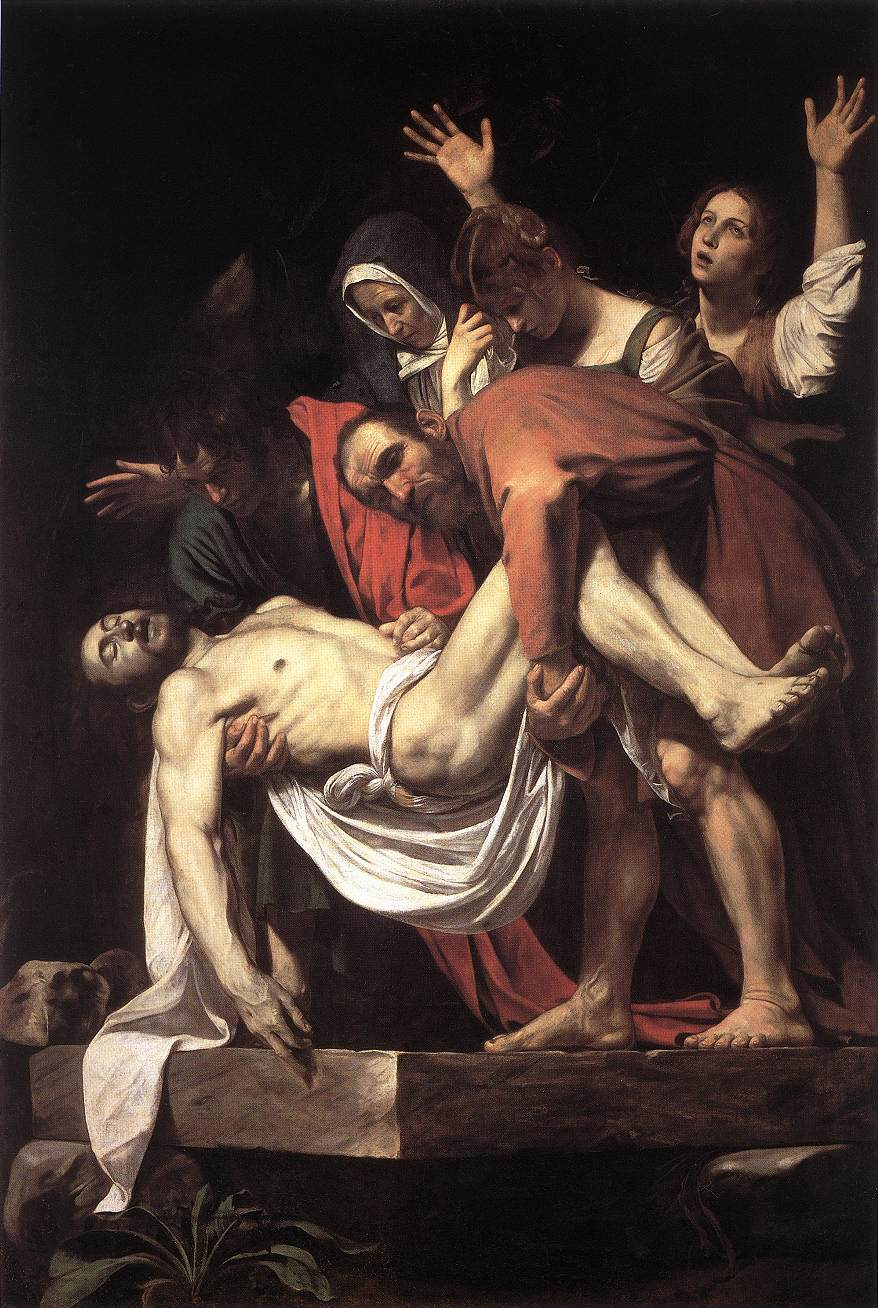
Michelangelo Merisi da Caravaggio - The Entombment - WGA04148

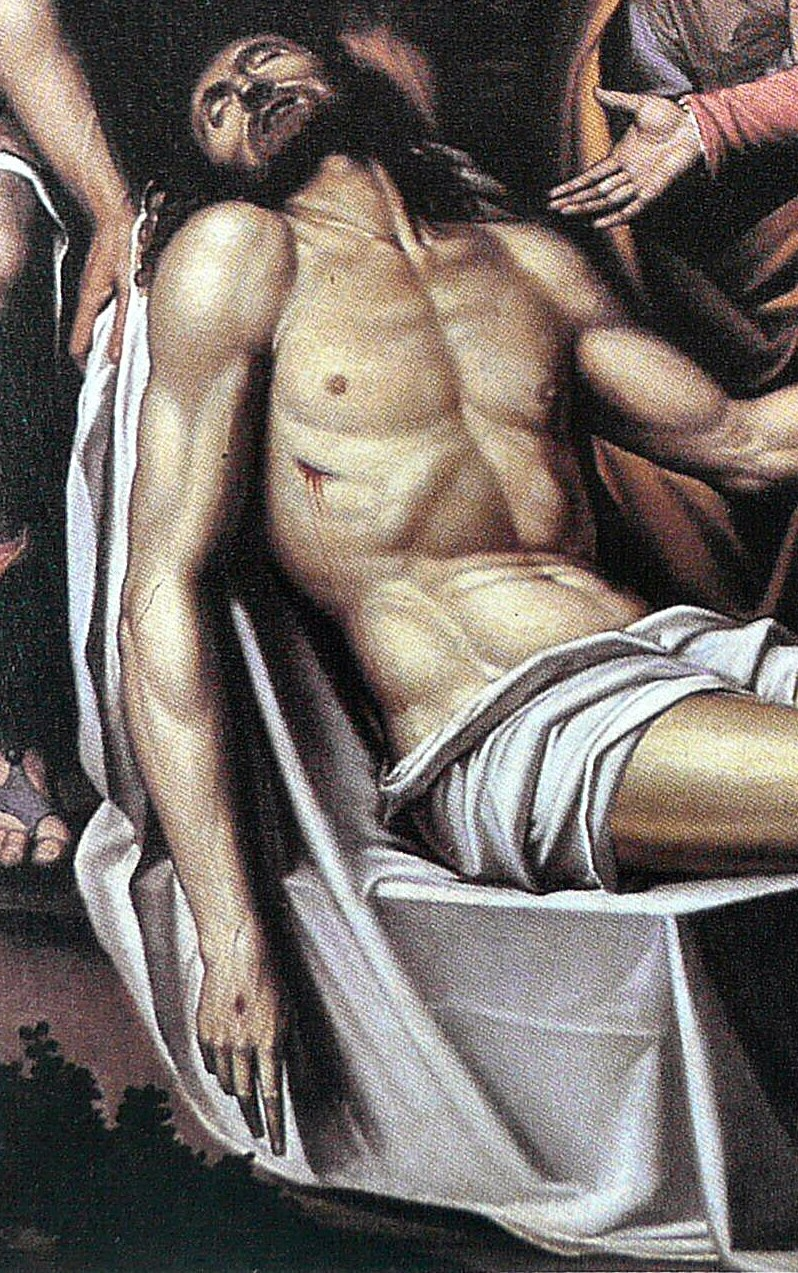
Particolare del Cristo

### Affinità con la Deposizione del Merisi
Non poche sono le affinità tra i due grandi dipinti, il Caravaggio probabilmente si allontanò dalla bottega del Peterzano nel 1588, ma forse non completamente, ogni tanto vi faceva ritorno ad aiutare il maestro nel terminare alcuni lavori.
La tela del Peterzano ci raffigura il corpo del Nazareno posto su di un bianco sudario che evidenzia il livore del corpo morto, questo perché l'artista era ancora molto condizionato dal manierismo del Cinquecento con i suoi colori vivi, ma contemporaneamente segue le regole della cultura milanese che rispondono alla Controriforma con i suoi obblighi figurativi, mentre il Caravaggio è libero da ogni vincolo artistico.
Il Petenzano risolve il problema di sviluppare la narrazione scenica in verticale, così come era disposta la pala d'altare, presentando il sepolcro dove è posta la salma, con lo spigolo della pietra della deposizione di fronte per poter così dare la sensazione di uno spazio maggiore. Il livore del corpo, illuminato da un'intesa luminosità, con una struttura ben conformata dello scheletrato, e in particolare il braccio che lasciato cadere con le dita che pare già scendano ad indicare il sepolcro, volendo indicare l'appartenenza ad una vita che non è già più quella terrena, e il viso leggermente inclinato a sinistra, sono queste alcune particolarità che il Caravaggio riprendese nella sua raffigurazione, che vuole citare il salmo 118 che recita: La pieta scartata dai costruttori diventerà pietra d'angolo
I due artisti raffigureranno anche un'altra Deposizione di Cristo dal 1584 al 1588 per la chiesa di San Giorgio, dove è molto evidente la realizzazione dell'angelo che sorregge il Cristo sia stato realizzato dal Caravaggio.